# Smidstrup (gmina Gribskov)
Smidstrup – miasto w Danii, w regionie Stołecznym, w gminie Gribskov.